# Andrzej Popa
Andrzej Popa (ur. 30 marca 1968) – polski lekkoatleta specjalizujący się w krótkich biegach sprinterskich.

## Sukcesy sportowe

### krajowe
- czterokrotny medalista mistrzostw Polski w biegu na 100 metrów: srebrny (Poznań 1987) oraz trzykrotnie brązowy (Grudziądz 1988, Piła 1990, Kielce 1991)
- dwukrotny medalista mistrzostw Polski w biegu na 200 metrów: srebrny (Grudziądz 1988) oraz brązowy (Piła 1990)
- trzykrotny medalista halowych mistrzostw Polski w biegu na 60 metrów: złoty (Zabrze 1989), srebrny (Spała 1992) oraz brązowy (Spała 1990)
- złoty medalista halowych mistrzostw Polski w biegu na 200 metrów (Zabrze 1989)

### międzynarodowe
- Chociebuż 1985 – Mistrzostwa Europy juniorów – srebrny medal w sztafecie 4 x 100 metrów[1]
- Birmingham 1987 – Mistrzostwa Europy juniorów – dwa srebrne medale: w biegu na 100 i 200 metrów oraz 4. miejsce w sztafecie 4 x 100 metrów[2]
- Haga 1989 – Halowe mistrzostwa Europy – 6. miejsce w biegu na 200 metrów[3]
- Budapeszt 1989 – Halowe mistrzostwa świata – awans do półfinału biegu na 200 metrów

## Rekordy życiowe
- bieg na 100 metrów – 10,39 – Poznań 17/06/1988
- bieg na 200 metrów – 20,95 – Lublin 06/08/1988
- bieg na 200 metrów (hala) – 21,26 – Haga 19/02/1989